# Shelley Rudman
Shelley Rudman (n. 23 martie 1981, Swindon, Anglia, Regatul Unit) este o sportivă ce a reprezentat Regatul Unit al Marii Britanii și al Irlandei de Nord, medaliată olimpică. A participat la 3 ediții ale Jocurilor Olimpice (2006, 2010, 2014) în care a câștigat o medalie de argint.